# Pi-Ramsés

En la zona oriental del delta del Nilo, en el Bajo Egipto, se encontraban Tanis y Avaris, cerca de Pi-Ramsés.

Pi-Ramsés o Pi-Ramsés Aa-najtu, es decir, "La casa del dominio de Ramsés, grande en victorias" fue la nueva capital de Egipto construida por el faraón Ramsés II de la Dinastía XIX de Egipto (Ramsés el Grande, que reinó desde 1279 hasta 1213 a. C.) en lo que es ahora la moderna ciudad de Qantir, cerca del antiguo sitio de Avaris, en el Delta oriental del Nilo.
| pr · Z1 | r · a | m | sw | w | sw |

| pr · Z1 | r · a | m | sw | w | sw |

La ciudad habría servido previamente como un palacio de verano bajo Seti I (c. 1290 - 1279 a. C.), y pudo haber sido fundada originalmente por Ramsés I (c. 1292 – 1290 a. C.), mientras estaba al servicio de Horemheb.

## Descubrimiento
Hubo controversia para su exacta localización, hasta que en la década de 1980, en que los egiptólogos ya se aseguraron su establecimiento en Qantir. 
En 1884, Flinders Petrie realizó excavaciones por la zona, comenzando por Tanis. 
Más tarde en los años 1930, las ruinas de Tanis fueron investigadas por Pierre Montet. Restos de bloques y azulejos decorados encontrados en el área, algunos con los nombres de Seti I y Ramsés II llevaron a los arqueólogos a identificarlos como procedentes de Pi-Ramsés. Sin embargo, con el tiempo llegó a reconocerse que ninguno de estos restos se originó en este sitio.
En los años 1960 Manfred Bietak, como se sabía que Pi-Ramsés debía localizarse en el brazo más oriental del Nilo, asignó cuidadosamente todos los brazos del antiguo Delta y estableció que el brazo pelusíaco era el más oriental durante el reinado de los ramésidas mientras que el brazo tanítico (es decir, en donde se encuentra Tanis) no existía en esos momentos. Por tanto, las excavaciones se iniciaron en el lugar de la ubicación más alta donde hasta ese momento se había encontrado cerámica ramésida, en Tell el-Daba y Qantir.
Aunque no había ningún rastro de estar habitado anteriormente, las excavaciones pronto identificaron a Tell el-Daba como Avaris, la capital de los hicsos.
Las excavaciones y posteriores descubrimientso de elementos arquitectónicos y cerámicas de la época ramésida en Qantir por el Roemer- und Pelizaeus-Museum Hildesheim en 1983 llevaron a reconocer que fue allí donde se erigió Pi-Ramsés, al haber encontrado en una sala hipóstila numerosos bloques con el cartucho de Ramsés II.
Qantir/Pi-Ramsés queda a 30 kilómetros al sur de Tanis y Tell el-Daba (Avaris), está a 2 kilómetros al sur de Qantir.

## Historia

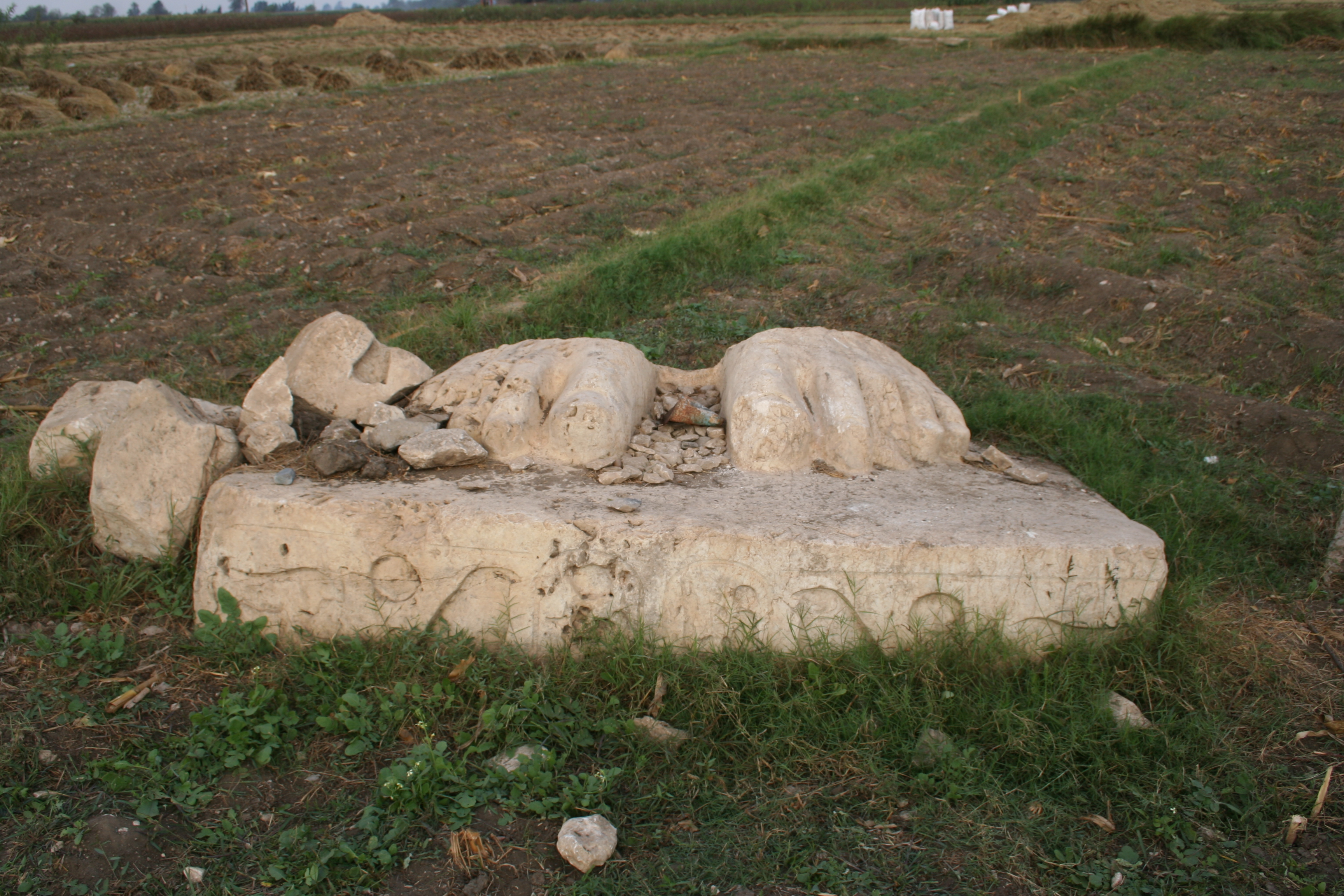
Pies de una estatua colosal de Ramsés II encontrado en Pi-Ramsés.

Ramsés II nació y se crio en la zona de influencia de Avaris, en el este del Delta, como indican varios familiares que estaban vinculados a Set, dios de esta ciudad, como es el caso de su padre Seti I. Estas conexiones pueden haber jugado favorablemente en su decisión de trasladar su capital desde Tebas a un lugar tan al norte. Pero otras razones geopolíticas podrían haber tenido mayor importancia, pues Pi-Ramsés estaba mucho más cercana a los estados vasallos asiáticos de los egipcios y más cerca de la frontera con el hostil imperio hitita. De esta manera, las noticias, la diplomacia o las tropas podían obedecer las órdenes del faraón con mucha más rapidez para hacer frente a las incursiones de los hititas o de los nómadas shasu.
Pi-Ramsés, llamada también la "Ciudad Turquesa" por su color dominante, fue construida a orillas del brazo pelusíaco del Nilo, cercana a la fortaleza estratégica de Tyaru. En su esplendor, llegó a contar con más de 300.000 habitantes, siendo una de las mayores ciudades del Antiguo Egipto. Pi-Ramsés floreció durante más de un siglo después de la muerte de Ramsés II, y se conocen poemas que hablaban de su esplendor. Según las últimas estimaciones, podía alcanzar una extensión de 6 X 3 kilómetros. Su trazado, como se muestra por modernos georradares han establecido que tenía un enorme templo central, un gran recinto con mansiones que bordeaban el río al oeste, con calles formando una rejilla, y una colección desordenada de casas y talleres al este. Se piensa que el palacio de Ramsés estaba situado debajo de la moderna localidad de Qantir. Un equipo del Instituto Arqueológico Austríaco ha encontrado evidencias de la existencia de muchos canales y lagos y la han descrito la ciudad como la Venecia de Egipto. Según Kenneth Kitchen, un sorprendente descubrimiento en los establos excavados ha sido encontrarse con pequeñas cisternas ubicadas junto a cada uno de los cerca de 460 puntos de amarre de los caballos. Al utilizar mulas, que son del mismo tamaño que los caballos del tiempo de Ramsés, se encontró que un caballo doblemente atado usaría naturalmente la cisterna como un inodoro dejando el suelo del establo limpio y seco.
Se pensaba originalmente que la desaparición del poder egipcio fuera de sus fronteras naturales durante la dinastía XX hizo que la ciudad perdiera importancia, lo que llevaría a su abandono como residencia real. Pero por investigaciones actuales se ha sabido que el brazo pelusíaco del Nilo comenzó su colmatación hacia el 1060 a. C., dejando a la ciudad sin agua al desviarse el río y establecer un nuevo cauce al oeste, que ahora se llama el brazo tanítico. Así, la dinastía XXI tuvo que trasladar su capital al nuevo brazo del Nilo, estableciendo Dyanet (Tanis) en sus orillas, a 100 km al noroeste de Pi-Ramsés. Según Kitchen, los faraones de esta dinastía transportaron a la nueva capital todo lo que pudieron, los viejos templos ramésidas, obeliscos, estelas, estatuas y esfinges. Los obeliscos y estatuas más grandes, que pesaban más de 200 toneladas, fueron transportados en una sola pieza, mientras que los principales edificios fueron desmantelados en piezas y vueltos a montar en Tanis. Los bloques de piedra de los edificios menos importantes se reutilizaron para la creación de nuevos templos y edificios.

## En la Biblia
El capítulo 47 del Génesis afirma que a los hebreos se les dio la Tierra de Gosén para residir, y que José instaló a su padre y a sus hermanos en la mejor parte de la tierra, en la tierra de Ramsés.
El Éxodo menciona "Ramesés" como una de las ciudades en cuya construcción los israelitas fueron obligados a trabajar ("y edificaron para el faraón las ciudades de almacenaje, Pitón y Ramesés") y desde donde partieron en su relato del Éxodo. ("Partieron los hijos de Israel de Ramesés a Sucot"). 
Es comprensible que esta "Ramesés" haya sido generalmente identificada por biblistas y arqueólogos bíblicos con el Pi-Ramsés de Ramsés II. Cuando la dinastía XXI trasladó la capital a Tanis, Pi-Ramsés fue abandonado en gran parte y la antigua capital se convirtió en una cantera para reconstruir antiguos monumentos o para la construcción de otros nuevos. Pero su nombre no fue del todo olvidado, pues aparece en una lista de ciudades de la dinastía XXI, y tuvo un resurgimiento con Sheshonq I (el Sisac bíblico) de la dinastía XXII, que intentó emular los logros de los  ramésidas. La existencia de la ciudad como capital de Egipto en fechas tan tardías como el siglo X a. C. hace problemática la referencia a "Ramesés" en la historia del Éxodo, como un recuerdo de la época de Ramsés II. De hecho, algunos afirman que la forma abreviada "Ramesés", en lugar de la original Pi-Ramsés, se encontró por primera vez en textos del primer milenio, aunque en realidad dicha forma se encuentra ya atestiguada en textos del segundo milenio.
La Biblia describe a "Ramesés" como una "ciudad de almacenaje" o "ciudad-tienda". El significado exacto de la frase hebrea probablemente se deba a que Ramsés II trasladó la capital de Egipto a Pi-Ramsés debido a su potencial militar, por lo que construyó almacenes, muelles e instalaciones militares en la ciudad.
| Predecesor: Tebas | Capital de Egipto 1279 a. C. - 1078 a. C. | Sucesor: Tanis |